# Comrie Old Parish Church

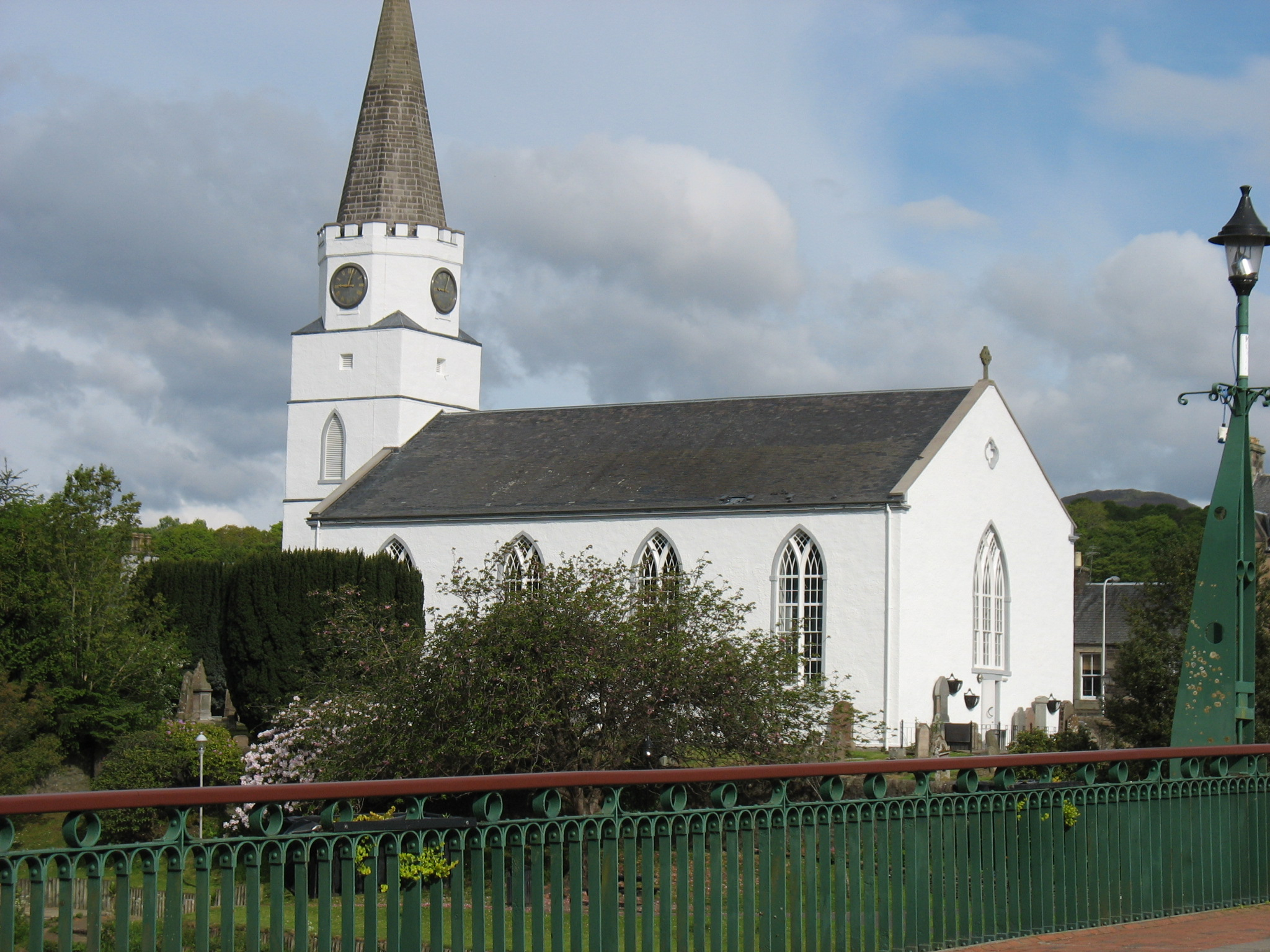
Comrie Old Parish Church

Die Comrie Old Parish Church ist ein Kirchengebäude in der schottischen Ortschaft Comrie in der Council Area Perth and Kinross. 1971 wurde das Bauwerk in die schottischen Denkmallisten in der höchsten Denkmalkategorie A aufgenommen. Des Weiteren ist es mit verschiedenen umliegenden Gebäuden Teil eines Denkmalensembles der Kategorie B.

## Geschichte
Die Comrie Old Parish Church wurde im Jahre 1805 nach einem Entwurf des aus Perth stammenden Architekten John Stewart für die Church of Scotland errichtet. Mit dem schottischen Kirchenschisma und der Gründung der Free Church of Scotland ließ die Gemeinde der Free Church im Jahre 1881 ein eigenes Kirchengebäude in Comrie errichten, das heute Comrie and Strowan Parish Church benannt ist. Mit der Verschmelzung der beiden Kirchenorganisationen im Jahre 1929 entstanden zwei Kirchengemeinden der Church of Scotland in Comrie. Nach der Benennung der neuen Gemeinde ist seitdem die Bezeichnung „Comrie Old Parish Church“ gängig. 1964 verschmolz die Gemeinde der Old Parish Church mit einer weiteren Gemeinde, deren Standort seitdem als Pfarrkirche genutzt wird. Damit wurde die Comrie Old Parish Church obsolet und wird seitdem als Gemeindehalle genutzt.

## Beschreibung
Die Comrie Old Parish Church steht an der Dunira Street (A85) im Westteil von Comrie am linken Ufer des Earn. Die Fassaden des groß dimensionierten neogotischen Gebäudes sind mit Harl verputzt, wobei Natursteindetails abgesetzt sind. Das Kirchengebäude ist vier Achsen weit. Die ursprünglichen Fenster sind erhalten. Der Glockenturm mit spitzem Helm an der Westseite ist gekalkt. Sein Mauerwerk besteht aus Bruchstein. Im Innenraum ruht eine U-förmige Galerie auf dorischen Säulen.